# Alfredo Codona
Alfredo Codona (Hermosillo, 1893 – New York, 30 luglio 1937) è stato un circense messicano, specializzato come trapezista.

## Biografia

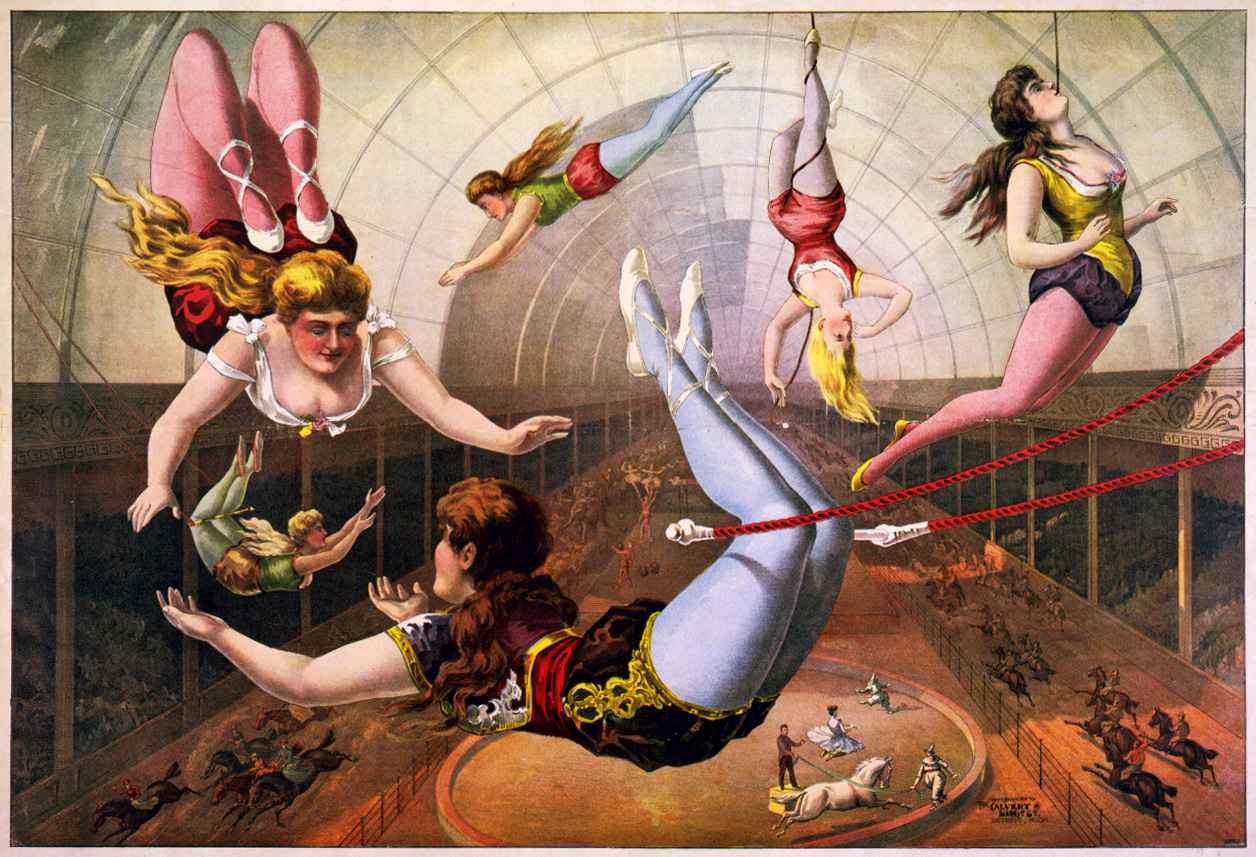
Trapezisti

Alfredo Codona appartenne ad una dinastia famigliare circense messicana, chiamata I Codonas, composta da lui stesso, dalla moglie Lilian Leitzel, deceduta tragicamente nel 1931 a Copenaghen, dal fratello Lalo, nato a Città del Messico nel 1900, da sua sorella Victoria,oltre che dai suoi genitori.
Nel 1890 la famiglia Codonas possedeva e gestiva un piccolo circo nel sud del Messico.
Alfredo si rivelò un talento precoce, esordendo alla tenera età di un anno assieme al padre Edward, dimostrandosi, in seguito, capace di eseguire già all'età di sedici anni il doppio salto mortale a terra.
Nell'arco della sua carriera ottenne grande successo e popolarità grazie all'esecuzione del triplo salto mortale dal trapezio al porteur, eseguito per la prima volta nel mondo, a Shereveport in Louisiana nel 1919 e sospeso solamente nel 1933 a causa di una lussazione, prodottasi al Circo Ringling per una caduta.
Sofferente di depressione, il 30 luglio 1937 uccise Vera Bruce, sua seconda moglie ed ex-partner, rivolgendo quindi l'arma contro sé stesso.
I Codonas nel 1925 avevano partecipato e recitato nel film del tedesco Ewald André Dupont intitolato Varieté.
Nel 1940 il regista austriaco Arthur Maria Rabenalt dedicò a loro il film Die 3 Codonas (I 3 Codonas).